# Threema
Threema (pronuncia: /ˈθɹiː.mə/) è un software di messaggistica istantanea creato in Svizzera nel dicembre 2012.

## Caratteristiche
Tutti i messaggi inviati tramite l'app vengono criptati end-to-end. Nel febbraio 2014, con l'acquisto di WhatsApp da parte di Facebook, 200.000 nuovi utenti (soprattutto tedeschi) hanno scaricato l'app Threema, per timori riguardanti la privacy. Il software è basato sui principi della privacy per design non richiedendo un numero di telefono o altre informazioni che possano identificare gli utenti.
In aggiunta ai messaggi di testo, gli utenti possono inviare vocali ed effettuare videochiamate, inviare file e posizione Al giugno 2015 contava 3,5 milioni di utenti, prevalentemente in Paesi di lingua tedesca (Germania, Austria, Svizzera). I server si trovano in Svizzera.